# هوریشیو سنز
هورِیشیو سَنز (انگلیسی: Horatio Sanz؛ زادهٔ ۴ ژوئن ۱۹۶۹) یک هنرپیشه اهل ایالات متحده آمریکا است.
از فیلم‌ها یا برنامه‌های تلویزیونی که وی در آن نقش داشته‌است می‌توان به سال یکم و مرد، برادرخوانده، پخش زنده شنبه شب، تامکتس، زنان ازدواج‌نکرده، نشنال لمپون نه چندان قانونی، کلیفورد سگ بزرگ قرمز و ریباند اشاره کرد.